# Marcelino Moreta
Marcelino Moreta Amat (San Julián de Vilatorta, Barcelona, 28 de diciembre de 1909 - Barcelona, 30 de agosto de 2004) fue un industrial y político español. 

## Biografía
Nacido en San Julián de Vilatorta en el seno de una familia humilde, a los trece años se trasladó a Barcelona donde trabajó como empleado de banca en la Banca Arnús. En 1928 ingresó en la Lliga Regionalista y en 1933 formó parte de la dirección de sus juventudes. Durante la Guerra civil española permaneció en Barcelona, tras un fallido intento de pasar a Francia, y formó parte de un grupo que ayudaba a personas perseguidas por motivos políticos en la zona republicana con fondos enviados desde Francia por Francisco Cambó.
De la mano de Narciso de Carreras, con quien colaboró desde la época de la Lliga, Moreta trabajó en la Caja de Jubilaciones y Subsidios Textiles, creada en 1946. Tras hacerse cargo de un negocio familiar de artes gráficas en 1957, fue presidente del Sindicato del Papel y Artes Gráficas. En la década de 1960 fue concejal del Ayuntamiento de Barcelona por el tercio sindical durante el mandato de José María de Porcioles. Luego fue secretario del Consejo Económico y Social de Cataluña y en 1965 formó parte también de la directiva del FC Barcelona. Fue gerente y organizador del Plan de Reestructuración Textil Algodonero entre 1970 y 1976. 
Entre 1974 y 1978, siendo presidente Juan Antonio Samaranch, fue diputado provincial. Colaboró junto a Samaranch en el partido Concordia Catalana. Fue miembro de la Comisión de los Veinte, encargada de la redacción del Estatuto de autonomía de Cataluña de 1979. En las elecciones generales de 1977 fue elegido diputado de la UCD por la circunscripción electoral de Barcelona, y en las de 1979 fue reelegido. Fue presidente de la Federación de Mutualidades de Cataluña entre 1986 y 1996.